# Юрківська гора
Юрківська гора — ботанічний заказник місцевого значення. Об'єкт розташований на території Оріхівського району Запорізької області, Оріхівське лісництво, квартали №1—3, 5—7.
Площа — 373 га, статус отриманий у 1980 році.
Заказник належить до переліку природно-заповідних територій, особливо важливих для збереження біорізноманіття Запорізької області.